# Беґум Рокея
Рокея Сахават Госсейн (бенг. রোকেয়া সাখাওয়াত হোসেন, англ. Begum Rokeya; 9 грудня 1880 — 9 грудня 1932), широко відома як Беґум Рокея — бенгальська феміністична мислителька, письменниця, педагогиня, професорка, викладачка, дописувачка та політична активістка з питань розширення прав і можливостей мусульманських дівчат зі Східної Бенгалії, неподільної Бенгалії в сучасному Бангладеш. Вважається піонеркою звільнення жінок у Південній Азії та піонеркою феміністок Бенгалії.
Виступала за те, щоб до чоловіків і жінок ставилися однаково як до розумних істот, зазначаючи, що відсутність освіти для жінок є причиною їхнього нижчого економічного становища. Серед її основних творів — «Матичур» («Нитка солодких перлин», 1904 і 1922), збірка есе у двох томах, у яких висловлені її феміністичні ідеї; Мрії султани (1908), феміністична науково-фантастична повість, дія якої відбувається в Леділенді, де правлять жінки; Падмараг («Есенція лотоса», 1924) зображує труднощі, з якими стикаються бенгальські дружини; та Абародхбасині («Ув'язнені жінки», 1931), жорстока атака на крайні форми пурду, які загрожували життю та самооцінці жінок.
Рокея вважала освіту головною передумовою звільнення жінок, заснувавши першу школу в Калькутті, орієнтовану насамперед на мусульманських дівчат. Кажуть, вона ходила від дому до дому, переконуючи батьків віддати своїх доньок до її школи в Ніші. До самої смерті вона керувала школою, попри ворожу критику та соціальні перешкоди.
У 1916 році заснувала Асоціацію мусульманських жінок, яка боролася за освіту та працевлаштування жінок. У 1926 році Рокея очолила Бенгальську жіночу освітню конференцію, скликану в Калькутті, першу значну спробу об'єднати жінок на підтримку прав жінок на освіту. Вона брала участь у дебатах і конференціях щодо покращення становища жінок до своєї смерті 9 грудня 1932 року, невдовзі після того, як головувала на сесії Індійської жіночої конференції.
Щороку 9 грудня Бангладеш відзначає День Рокеї, щоб вшанувати її роботи та спадщину. У цей день уряд Бангладеш також нагороджує Бегум Рокея Падак окремих жінок за їхні виняткові досягнення. У 2004 році Рокея посіла 6 місце в опитуванні BBC щодо найкращого бенгальця всіх часів.

## Життєпис

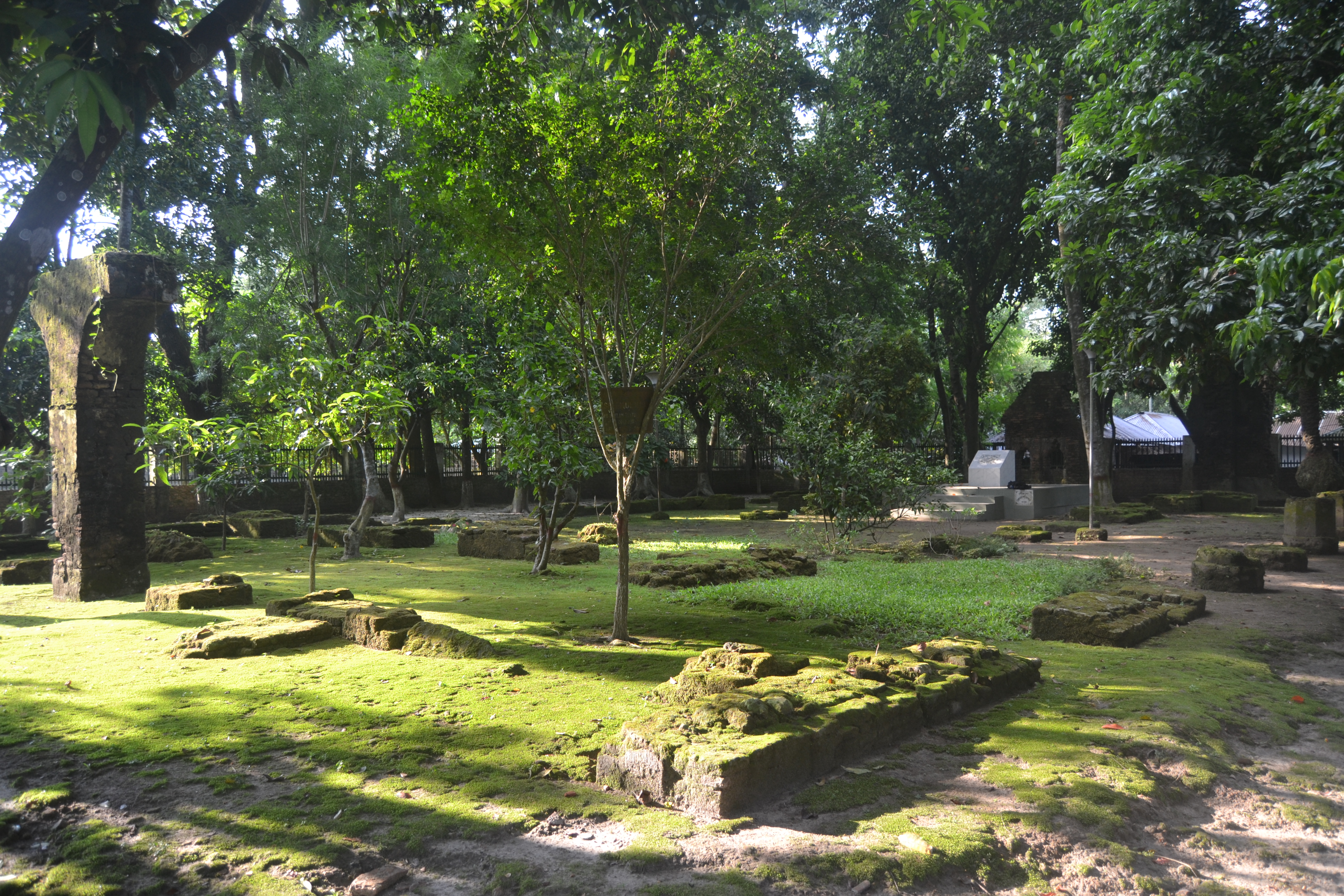
Залишки будинку дитинства Рокеї в Пайрабанді, Рангпур, фотографія 2012 року

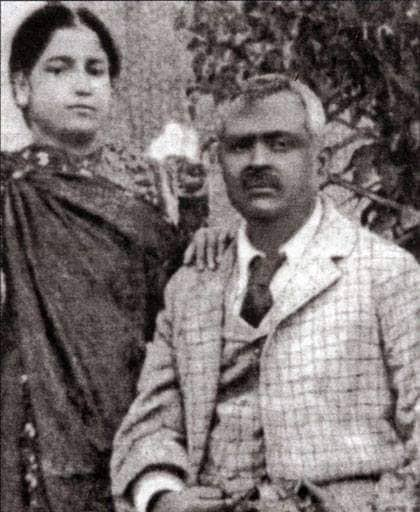
Рокея з чоловіком, 1898 рік

Рокея Сахават Госсейн народився в 1880 році в бенгальській мусульманській родині в селі Пайрабанд, Рангпур, Бенгальського президентства (колишня неподілена Бенгалія). Її предки служили в армії та судді під час режиму Великих Моголів. Її батько, Захіруддін Мухаммад Абу Алі Хайдар Сабер, був заміндаром і багатомовним інтелектуалом, був у чотирьох шлюбаї. Мати, Рахатуннеса Сабера Чаудхурані. Рокея мала двох сестер і трьох братів, один з яких помер у дитинстві. Старший брат Ібрагім Сабер і її найближча старша сестра Карімуннеса Ханам Чаудхурані значно вплинули на її життя. Карімуннеса хотіла вивчати бенгальську, мову більшості бенгальців, всупереч бажанню сім'ї, яка вважала за краще використовувати арабську та перську як засоби освіти та спілкування. Ібрагім навчав англійської та бенгальської Рокею та Карімуннесу. Карімуннеса вступила в шлюб у 14 років і згодом став поетесою. Обидва її сини, Абдул Карім Газневі та Абдул Халім Газневі, стали політиками та зайняли міністерські портфелі при британській владі.
Рокея вступила в шлюб у 18 років, у 1898 році, з 38-річним Ханом Бахадуром Сахаватом Хоссейном, урдумовним заступником магістрату Бгагалпура (сучасний район штату Біхар). Чоловік в Англії здобув ступінь бакалавра сільського господарства та був членом Королівського сільськогосподарського товариства Англії. Вступив у шлюб після смерті першої дружини. Будучи лібералом, він заохочував Рокею продовжувати вивчати бенгальську та англійську мови і писати, за його порадою Рокея вибрала бенгальську як основну мову для своїх літературних творів.
Рокея померла від проблем із серцем 10 грудня 1932 року, у свій 52-й день народження. Її могила в Содепурі була повторно відкрита завдяки зусиллям історика Амаленду Де. Вона розташована у кампусі жіночої середньої школи Паніхаті, Содепур.

## Літературна та освітня діяльність
Рокея в 1904 році
Рокея писала у низці жанрів: оповідання, вірші, есе, романи та сатиричні твори. Вона виробила особливий літературний стиль, який характеризується креативністю, логікою та своєрідним почуттям гумору. Її твори закликали жінок протестувати проти несправедливості та зламати соціальні бар'єри, які дискримінували їх.
Рокея почала літературну кар'єру в 1902 році з есе бенгальською мовою «Піпаса» («Жага») в «Набапрабха». Почала писати приблизно з 1903 року в Nabanoor під ім'ям місіс Р. С. Хоссейн.
Пізніше опублікувала книги «Матичур» (1905) і «Сон султани» (1908) до смерті її чоловіка в 1909 році. У «Сні султани» Рокея описала зміну гендерних ролей, у яких жінки були домінуючою статтю, а чоловіки були підлеглими та обмежені манданою (чоловічим еквівалентом зенани). Вона також зображує альтернативне, феміністичне бачення науки, у якому такі винаходи, як сонячні печі, літаючі автомобілі та хмарні конденсатори, використовуються на благо всього суспільства. Твір вважають помітною та впливовою сатирою. Рокея регулярно писала для Saogat, Mahammadi, Nabaprabha, Mahila, Bharatmahila, Al-Eslam, Nawroz, Mahe Nao, Bangiya Musalman Sahitya Patrika, The Mussalman, Indian Ladies Magazine та інших медіа.
Через 5 місяців після смерті чоловіка Рокея заснувала середню школу, назвавши її меморіальною дівочою школою Сахават. Все почалося в Бхагалпурі, традиційно урдумовному районі, з п'ятьма студентками. Суперечка з родиною її чоловіка щодо власності змусила її перенести школу в 1911 році до Калькутти, бенгальомовної області. Вона керувала школою 24 роки.
Рокея заснувала Anjuman-e-Khawateen-e-Islam (Асоціацію ісламських жінок), яка брала активну участь у проведенні дебатів і конференцій щодо статусу жінок та освіти. Вона захищала реформи, особливо щодо жінок, і вважала, що парафіяльність і надмірний консерватизм є головною причиною відносно повільного розвитку мусульман у Британській Індії. Асоціація ісламських жінок організувала заходи для соціальних реформ на основі оригінального вчення ісламу, яке, за її словами, було втрачено.

## Спадщина

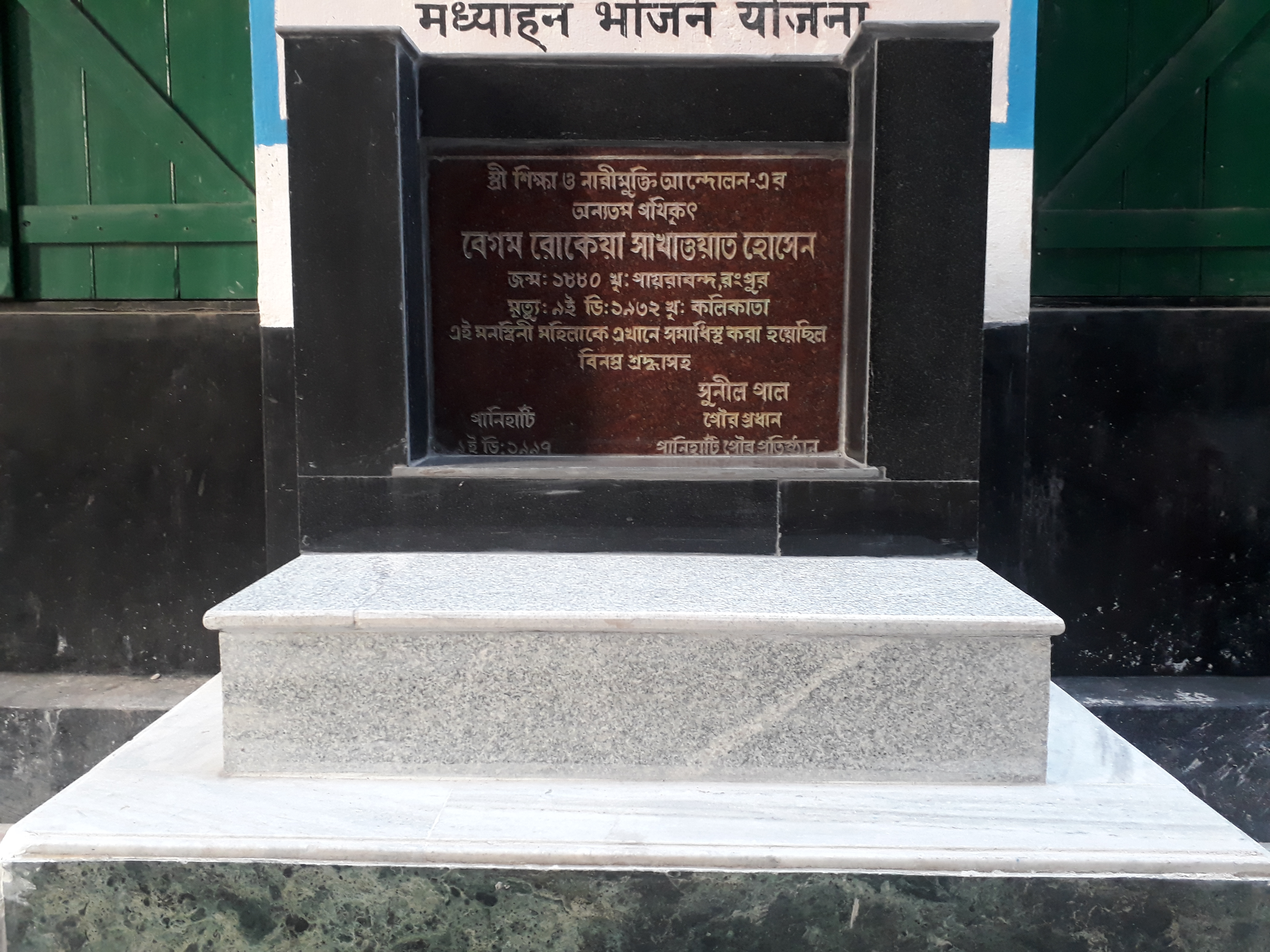
Могила Рокеї в кампусі жіночої середньої школи Панігаті, Содепур.

Рокея була джерелом натхнення для багатьох письменниць наступного покоління, включаючи Суфію Камаль, Тахміму Анам та інших. Її іменем у Бангладеш названо університети, громадські будівлі та національну премію.

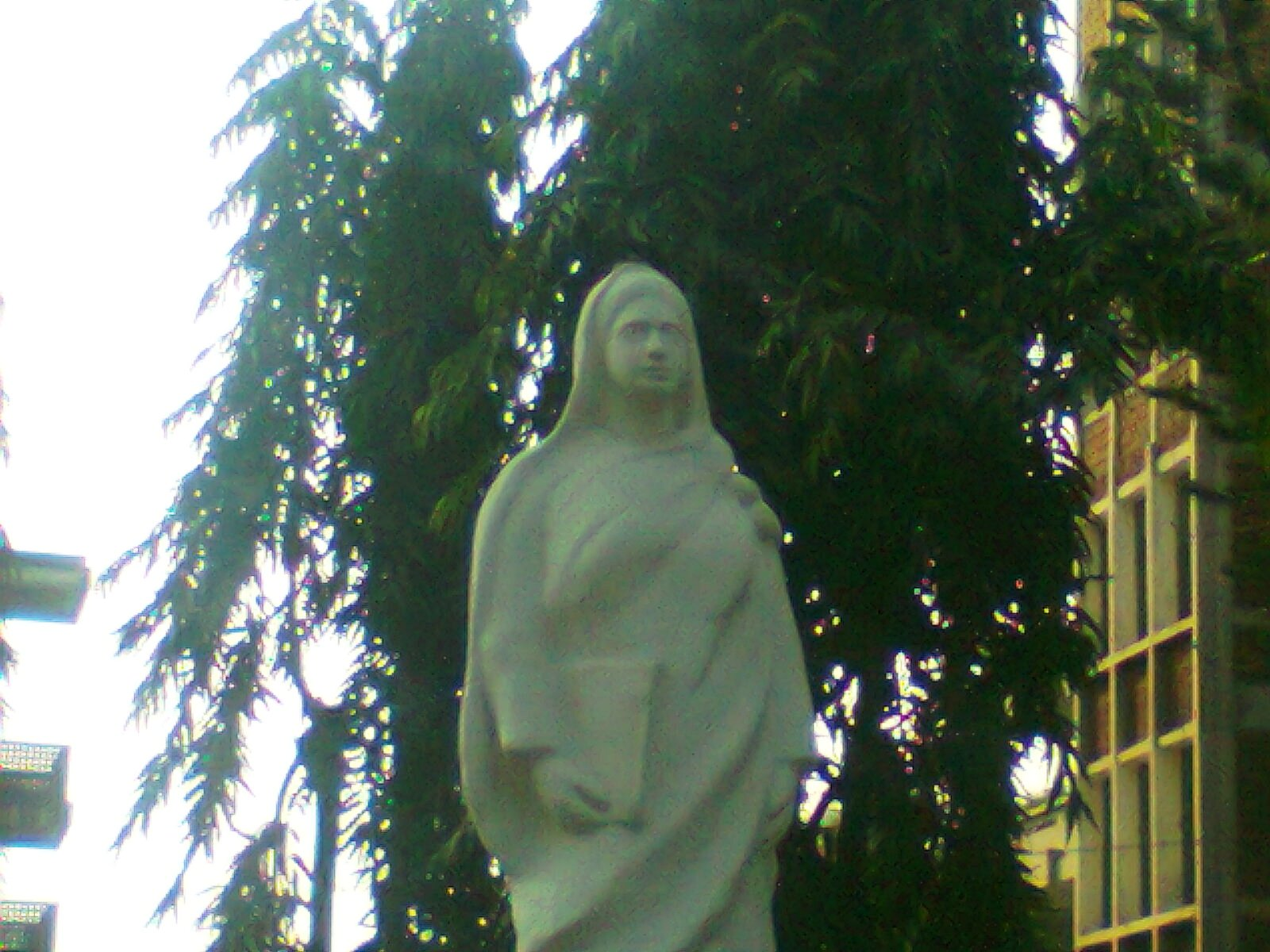
Статуя Рокеї в приміщенні залу Рокея, Університет Дакки

День Бегум Рокеї, річниця народження та смерті Рокеї, щороку відзначається в Бангладеш 9 грудня. 9 грудня 2017 року Google відзначив137-й день її народження, вшанувавши її дудлом. Також на честь неї названі:
- Бегум Рокея Падак, національна нагорода Бангладеш, якою нагороджуються окремі жінки за виняткові досягнення.
- Меморіальний центр Бегум Рокеї, академічний і культурний центр у Пайрабанді, Бангладеш.[31]
- Рокея Шороні, дорога в Дакці.[32]
- Університет Бегум Рокеї, Державний університет у Бангладеші.[33]
- Зал Рокеї, найбільший жіночий житловий зал Університету Дакки. Навіть Університет інженерії та технології Кхулна, Сільськогосподарський університет Бангладеш, Університет Раджшахі також мають жіночий гуртожиток імені Бегум Рокеї.
- Меморіальний уряд Сахават. Середня жіноча школа, Колката, Західна Бенгалія.
- Бегум Рокея Смріті Баліка Відалая в Солтлейку, Західна Бенгалія.

## Бібліографія

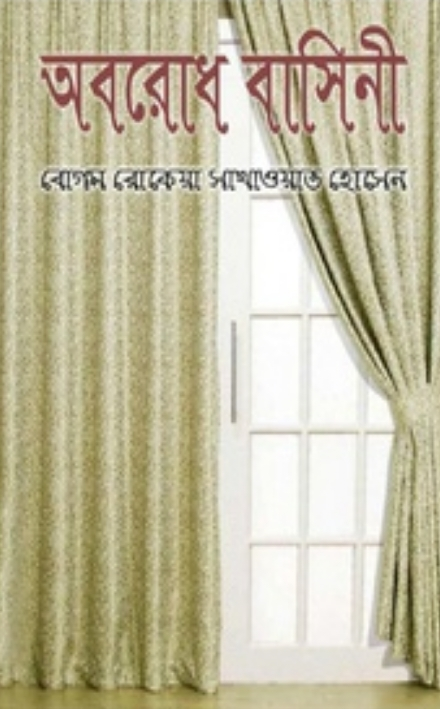
Обкладинка книги «Абародхбасині» (1931)

## Нотатки
1. ↑  Хоча «Rokeya Sakhawat Hossain» (латинізована форма її одруженого імені в бенг. রোকেয়া সাখাওয়াত হোসেন") це загальноприйняте написання повного подружнього прізвища Рокея, сама Рокея ніколи не використовувала своє повне подружнє прізвище в цьому англійському написанні. У більшій частині своєї кореспонденції англійською мовою вона використовувала лише свої ініціали: «R. S. Hossein» (також використані на обкладинці 1-го видання «Мрії султанші»). У деяких інших листах англійською мовою вона використовувала «Rokeya Khatun» або «Khatoon». У більшості своїх листів бенгальською мовою вона використовувала лише своє ім'я «রোকেয়া» (буде «Рокея», якщо латинізувати)[5][6].
2. ↑  Хоча день народження Рокеї святкується разом з річницею її смерті 9 грудня, її дата народження є скоріше припущенням, ніж фактом, оскільки вона не була задокументована[7][8].
3. ↑  Почесне "Бегум" не є частиною імені Хоссейна; воно додається як жіночий титул поваги, переважно на Індійському субконтиненті.[5]